# Stora Gunnarsvattnet
Stora Gunnarsvattnet är en sjö i Lilla Edets kommun i Bohuslän och ingår i Göta älvs huvudavrinningsområde. Sjön är 22,9 meter djup, har en yta på 0,221 kvadratkilometer och befinner sig 129,3 meter över havet.

## Delavrinningsområde
Stora Gunnarsvattnet ingår i det delavrinningsområde (645220-128332) som SMHI kallar för Vid mätstation Lilla Edets Krv. Medelhöjden är 62 meter över havet och ytan är 15,62 kvadratkilometer. Räknas de 3125 avrinningsområdena uppströms in blir den ackumulerade arean 47 532,48 kvadratkilometer. Avrinningsområdets utflöde Göta älv (Röa) mynnar i havet. Avrinningsområdet består mestadels av skog (45 %), öppen mark (14 %) och jordbruk (24 %). Avrinningsområdet har 0,91 kvadratkilometer vattenytor vilket ger det en sjöprocent på 5,8 %. Bebyggelsen i området täcker en yta av 1,29 kvadratkilometer eller 8 % av avrinningsområdet.